# مقاطعة يكباغ
مقاطعة يكباغ هي مقاطعة في ولاية قشقداريا في أوزبكستان، ومركزها مدينة يكباغ.